# Димас, Трент
Трент Димас (род. 10 ноября 1970, Альбукерке, Нью-Мексико) — американский гимнаст, Олимпийский чемпион.
Димас стал членом национальной сборной США среди юниоров в возрасте 13 лет, сборной США — в возрасте 15 лет. Учился в университете Небраски , где был членом команды по мужской гимнастике. Оставил очную форму образования в надежде войти в американскую олимпийскую команду.

## Спортивная карьера
Принимал участие в соревнованиях национального и международного уровней. Выступал на Играх доброй воли (командное серебро), на Панамериканских играх (бронза), выиграл американский Кубок (АА), став чемпионом на брусьях и перекладине.
На летних Олимпийских играх 1992 в Барселоне выступал во всех шести мужских соревнованиях, где получил золотую медаль на перекладине. Это был второй случай, когда американские гимнасты, мужчины или женщины, завоевавшие золотую медаль на Олимпийских играх, тренировались за пределами США. Ранее это был Фрэнк Криз (Frank Kriz), выигрывавший на Летних Олимпийских играх в Париже в 1924 году).
Выступления Трента Димаса на Олимпийских играх в 1992 году:
| Олимпиада                               | Дисциплина          | Место              |
| --------------------------------------- | ------------------- | ------------------ |
| Летние Олимпийские игры, Барселона 1992 | абсолютный зачет    | 44 (квалификация)  |
| Летние Олимпийские игры, Барселона 1992 | командный зачет     | 6                  |
| Летние Олимпийские игры, Барселона 1992 | вольные упражнения  | 61T (квалификация) |
| Летние Олимпийские игры, Барселона 1992 | опорный прыжок      | 37T (квалификация) |
| Летние Олимпийские игры, Барселона 1992 | параллельные брусья | 41T (квалификация) |
| Летние Олимпийские игры, Барселона 1992 | перекладина         | 1                  |
| Летние Олимпийские игры, Барселона 1992 | кольца              | 69T (квалификация) |
| Летние Олимпийские игры, Барселона 1992 | конь                | 49T (квалификация) |

## Образование
После окончания спортивной карьеры в 1992 году Димас закончил Колумбийский университет — факультет общих исследований, получив степень бакалавра политических наук. В настоящее время находится на пенсии.